# Deana hybreasalis
Deana hybreasalis là một loài bướm đêm trong họ Crambidae. Chúng là loài duy nhất trong chi Deana, là loài đặc hữu của New Zealand.